# Eckenrath & Schurig

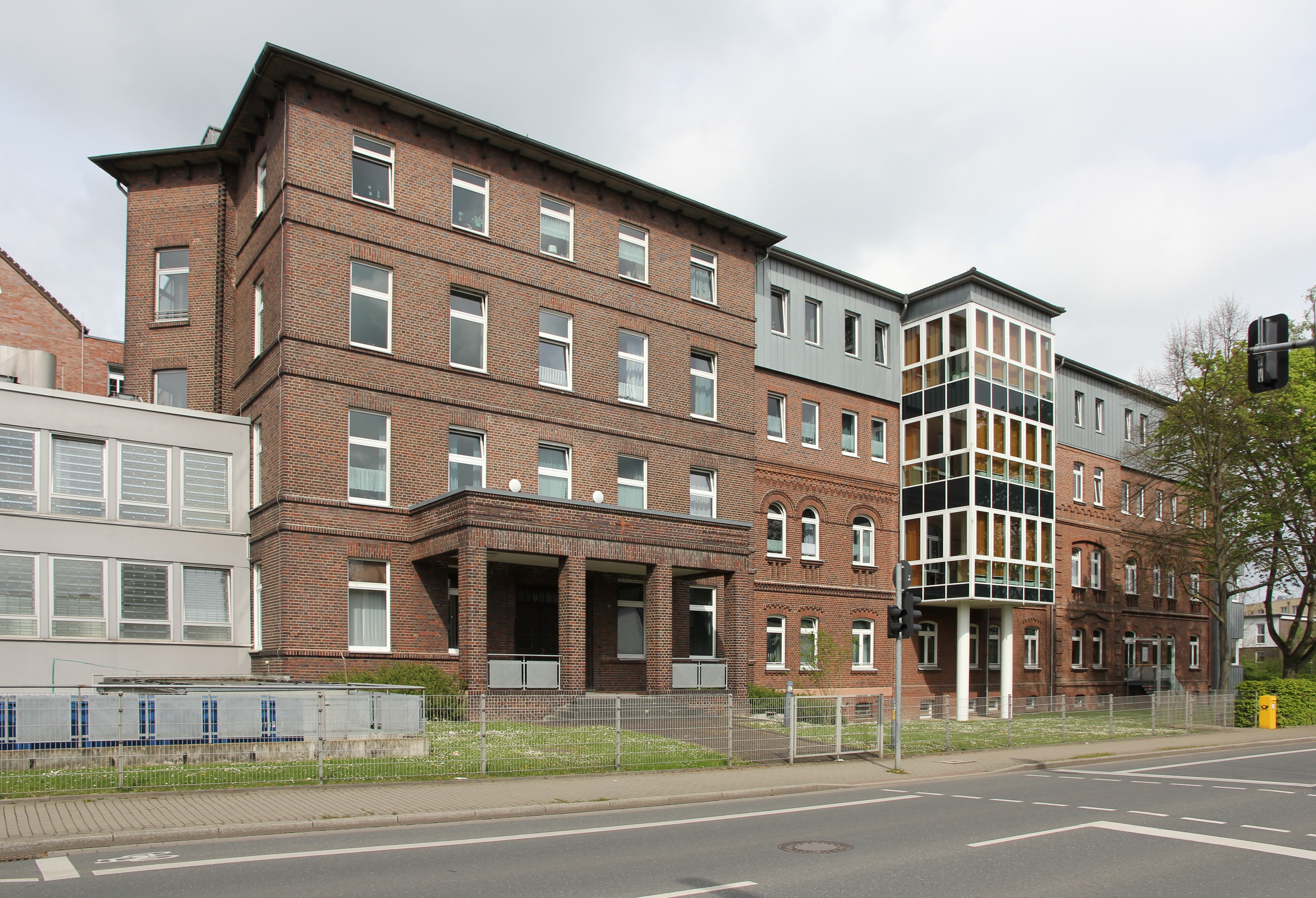
St.-Elisabeth-Krankenhaus, Kurl (1928)

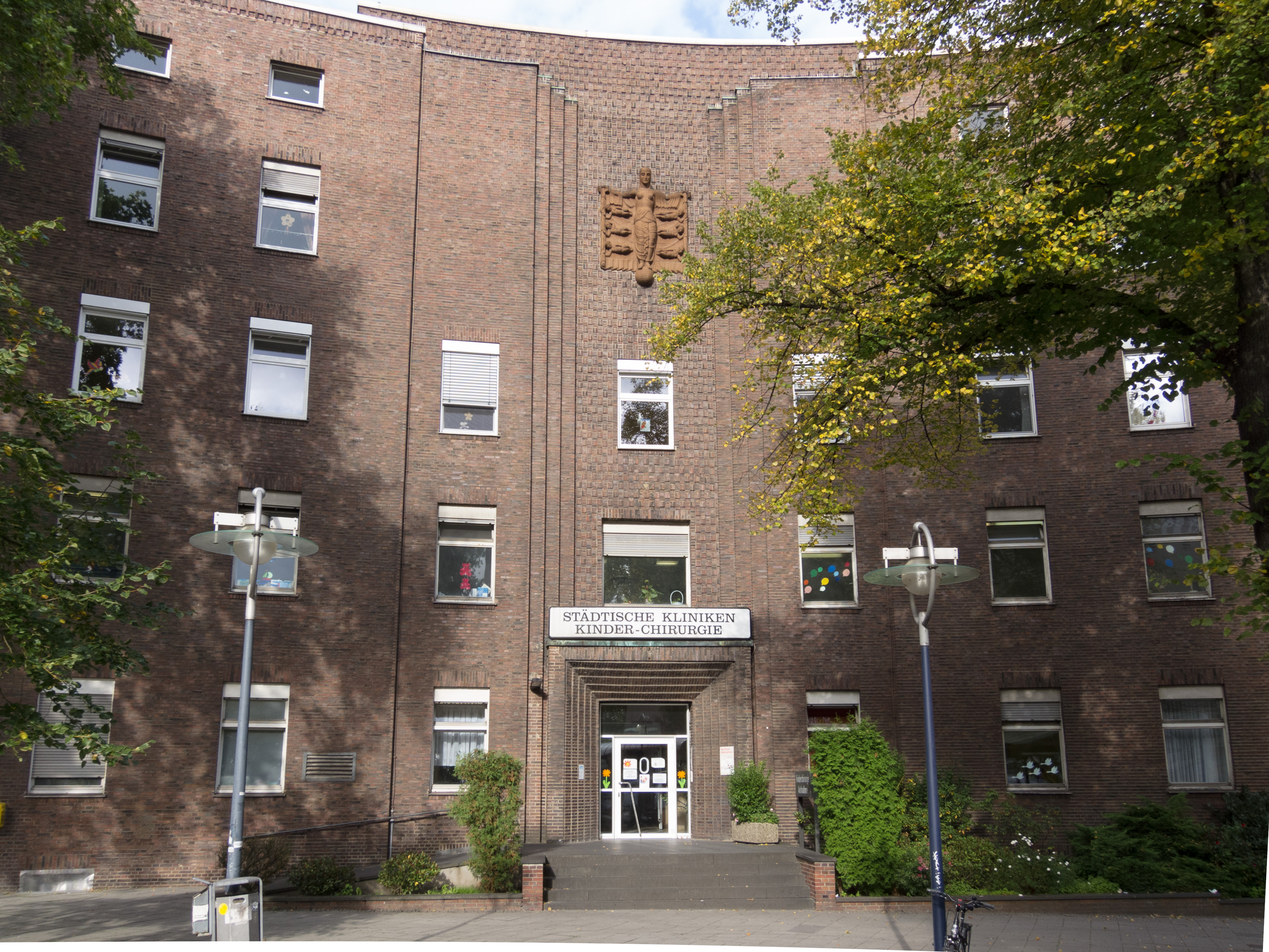
Kinderklinik, Dortmund (1930)

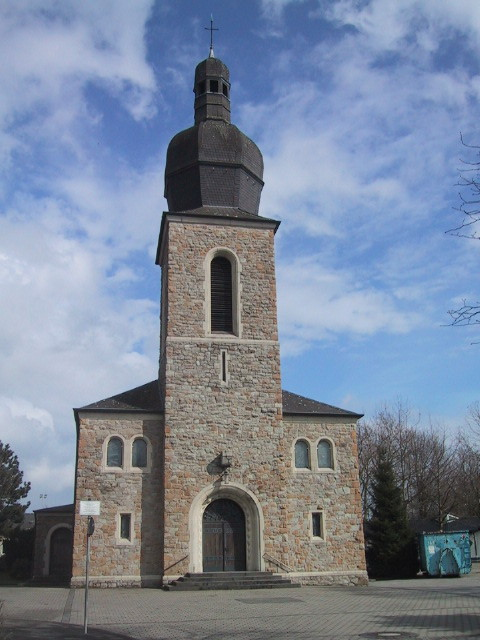
St Nikolaus, Wattenscheid (1933)

Eckenrath & Schurig war eine Architektengemeinschaft, deren Wirkungsbereich im östlichen Ruhrgebiet lag.

## Geschichte
Wilhelm Eckenrath (1884–1944) und Wilhelm Schurig (1884–1958) begründeten ihre Gemeinschaft 1908 in Altena.
Sie siedelten 1918 nach Dortmund um, erzielten zahlreiche Wettbewerbserfolge und gehörten dort Ende der 1920er Jahre zu den führenden Architektenbüros.
Entwürfe für einige Bergmannssiedlungen  und für eine Schul- und Klosteranlage in Essen an der Ruhr sind überliefert.

## Bauten
- 1914: Pfarrhaus St. Paulus mit Jugendheim in Lüdenscheid[1] ⊙
- 1922–1924: THS-Siedlung in Bochum-Langendreer, In der Schornau[2] ⊙
- 1922–1924: Siedlung Bülsestraße in Gelsenkirchen-Scholven[3] ⊙
- 1923–1924: Gewerkschaftshaus Goldberghaus in Gelsenkirchen-Buer, Goldbergstraße 84 (1966 abgerissen)
- 1927: Erweiterungsbau für das Elisabethstift in Recklinghausen-Süd ⊙[4]
- 1928: Erweiterungsbau des Krankenhauses St. Elisabeth in Dortmund-Kurl ⊙
- 1928: Wohnbauten für den Spar- und Bauverein Selbsthilfe Buer, Goldbergstraße[5] ⊙
- 1928–1930: Städtische Kinderklinik in Dortmund, Beurhausstraße[6] ⊙
- 1933: kath. Kirche St. Nikolaus in Bochum-Wattenscheid, Westenfelder Straße ⊙